# 克里夫蘭 (伊利諾伊州)
克里夫蘭（英語：Cleveland）是位於美國伊利諾伊州亨利縣的一個村落。

## 地理
克里夫蘭的座標為41°30′26″N 90°12′49″W / 41.50722°N 90.21361°W，而該地最高點為海拔高度174米（即571英尺）。

## 人口
根據2010年美國人口普查的數據，克里夫蘭的面積為0.94平方千米，當中陸地面積為0.93平方千米，而水域面積為0.01平方千米。當地共有人口188人，而人口密度為每平方千米200人。